# Charles Léopold Mallar
Charles Léopold Mallar (Balen, 2 december 1837 - Verviers, 8 november 1910) was een Belgisch volksvertegenwoordiger.

## Levensloop
Hij was een zoon van douane-inspecteur Léopold Mallar en van Joséphine Beaufort. Hij trouwde met Julie Philippe en vervolgens met Jeanne Pelaichez.
Gepromoveerd tot doctor in de rechten (1860) aan de ULB, vestigde hij zich als advocaat in Verviers. Hij was er stafhouder van de balie in 1887, 1890 en 1894.
In 1875-1876 was hij provincieraadslid en van 1876 tot 1910 schepen van Verviers.
In 1878 werd hij verkozen tot liberaal volksvertegenwoordiger voor het arrondissement Verviers en vervulde dit mandaat tot in 1894.